# Canal Sports Club
Pour les articles homonymes, voir CSC.
Canal Sports Club (CSC) est une émission de télévision française diffusée sur Canal+ depuis le 25 août 2018 et présentée par Nicolas Tourriol. Diffusée chaque samedi en clair et en direct, elle présente l'actualité sportive.

## Histoire
Canal Sports Club rejoint la grille de programme de Canal+ en 2018. Elle est inspirée du Canal Football Club et du Canal Rugby Club, émissions dominicales consacrées respectivement au championnat de France de football et au championnat de France de rugby à XV. Diffusée le samedi à 18 h 50 après le match de Ligue 1 programmé à 17 h sur la même chaîne, elle propose une analyse du match puis traite l'actualité de la Ligue 1, du Top 14 et de différents sports.
À partir de 2019, l'émission revient dans une version prolongée et commence désormais à 19 h 20, après le décalage du match de Ligue 1 de 17 h à 17 h 30,. L'émission n'est plus diffusée après l'arrêt des compétitions à cause de la pandémie de Covid-19. Elle reprend en direct et sans public le dimanche 24 mai 2020, à la case habituelle du Canal Rugby Club, de 19 h à 19 h 50.
En 2020, Canal+ remanie largement sa programmation sportive le week-end. Le Canal Sports Club est alors diffusé de 17 h 15 à 18 h, intercalé entre un match de Top 14 et de Premier League.
La grille de Canal+ est de nouveau chamboulée en février 2021 après le retour de l'intégralité de la Ligue 1 sur ses antennes. Le Canal Sports Club retrouve alors une diffusion le samedi à 19 h après le match de Ligue 1 programmé à 17 h et avant le Canal Rugby Club.
En 2023, le CSC revient à l'antenne en novembre après la trêve du Top 14 durant la Coupe du monde de rugby à XV en France. Astrid Bard quitte l'émission pour présenter le Canal Rugby Club. Elle est remplacée par Nicolas Tourriol qui propose une formule remaniée. Cette nouvelle formule n'est plus tournée dans le grand studio du Canal Football Club et du Canal Rugby Club et l'équipe de consultants récurrents ne fait plus partie du dispositif. Nicolas Tourriol présente le programme debout, entouré d'écrans. Il égrène dans un premier temps les grands titres de l'actualité omnisports avec la valorisation des compétitions diffusées sur les antennes de Canal+. Plusieurs chroniques s'enchaînent et Clément Repellin propose une rubrique en immersion, dans les coulisses d'un événement. Dans la deuxième partie de l'émission, Nicolas Tourriol lance un reportage de 26 minutes et échange le réalisateur du sujet ou le sportif qu'il met en avant.

## Équipe

### Composition de l'équipe
Marie Portolano est accompagné de consultants issus de différents sports : un pour le football, un pour le rugby et un ou deux autres issus d'autres disciplines, parfois rejoints par des journalistes spécialisés dans les sports abordés.
Durant la première saison, Dominique Armand est présent dans la première partie de chaque émission précédée par un match de Ligue 1. À partir de 2019, c'est le journaliste Clément Repellin qui est régulièrement assis autour de la table.
Chaque semaine, le journaliste Lyes Houhou va à la rencontre de sportifs pour les interroger sur leur discipline sur un ton ironique.
À partir de la dernière émission de la première saison, Sébastien Thoen intervient dans l'émission en proposant une rubrique humoristique intitulée Merci le Sport (saison 2) puis This is la question (saison 3). En novembre 2020, il est licencié par Canal+ à cause d'une parodie de l'émission L'Heure des pros, diffusée sur CNews, en « L'Heure des pronos », pour le compte de Winamax,. Le 4 décembre, de nombreux journalistes et consultants de l'émission dont Marie Portolano sont parmi les signataires d'un communiqué de la société des journalistes de Canal+ pour dénoncer "l'éviction" de Sébastien Thoen ainsi que d'affirmer leur attachement à "la liberté d'expression, de caricature et de parodie pour tous les membres du groupe dans les limites fixées par la loi",.
Lors des émissions du 31 octobre 2020 et du 7 novembre 2020, Marie Portolano est absente et remplacée par Laurie Delhostal.
Le 3 mars 2021, Canal+ annonce que Marie Portolano animera sa dernière émission le 6 mars avant de quitter la chaîne pour rejoindre M6. Elle est remplacée par Astrid Bard à partir du 13 mars.
Lors de l'émission du 17 avril 2021, Astrid Bard est absente et remplacée par Clément Repellin. Il est lui-même remplacé par Joris Sabi autour de la table du CSC.
À partir de septembre 2022, les consultants de l'équipe rugby de la chaîne ne participe plus à l'émission. Astrid Bard est entourée d'un consultant pour le football, un autre issu d'une autre discipline, et des journalistes Clément Repellin et Lyes Houhou.
En 2023, Nicolas Tourriol remplace Astrid Bard à l'animation de l'émission. Il apparaît seul à l'antenne et n'est plus entouré d'une équipe de consultants.

### Consultants (2018-2023)
| Consultants               | Discipline      | Saison 1 | Saison 2 | Saison 3 | Saison 4 | Saison 5 | Total |
| ------------------------- | --------------- | -------- | -------- | -------- | -------- | -------- | ----- |
| Julien Benneteau          | Tennis          | -        | 22       | 27       | 24       | 29       | 92    |
| Camille Lacourt           | Natation        | 18       | 8        | 7        | 11       | 10       | 54    |
| Mathieu Blin              | Rugby           | 9        | 12       | 10       | 6        | 0        | 37    |
| Habib Beye                | Football        | 16       | 9        | 8        | 0        | 0        | 33    |
| Jessica Houara-d'Hommeaux | Football        | 2        | 2        | 8        | 11       | 7        | 30    |
| Olivier Dacourt           | Football        | 0        | 2        | 10       | 8        | 6        | 26    |
| Michaël Jeremiasz         | Tennis-fauteuil | 17       | 7        | -        | -        | -        | 24    |
| Alain Roche               | Football        | 15       | 7        | -        | 2        | 0        | 24    |
| Frédéric Michalak         | Rugby           | 9        | 3        | 5        | 6        | -        | 23    |

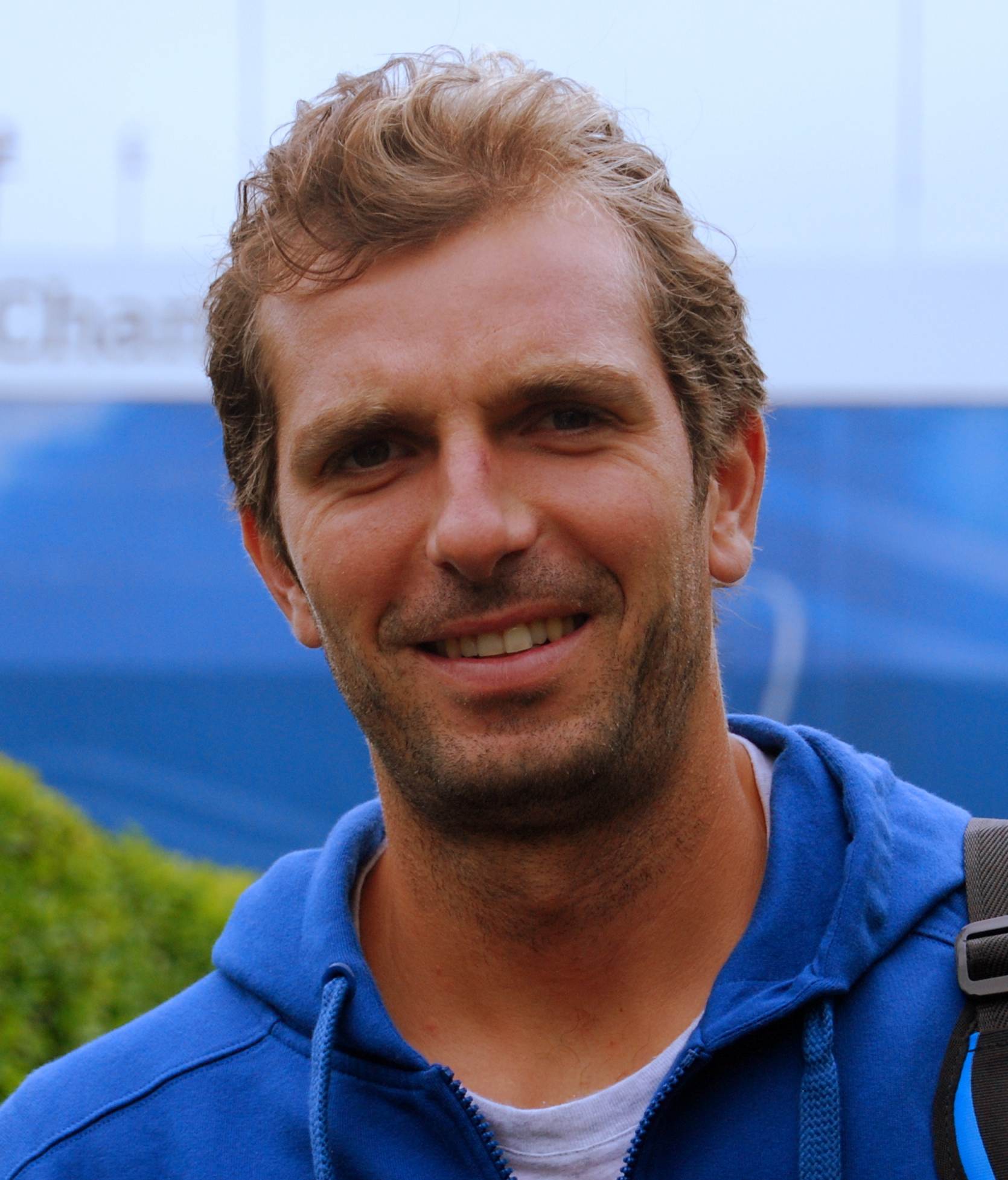
Julien Benneteau
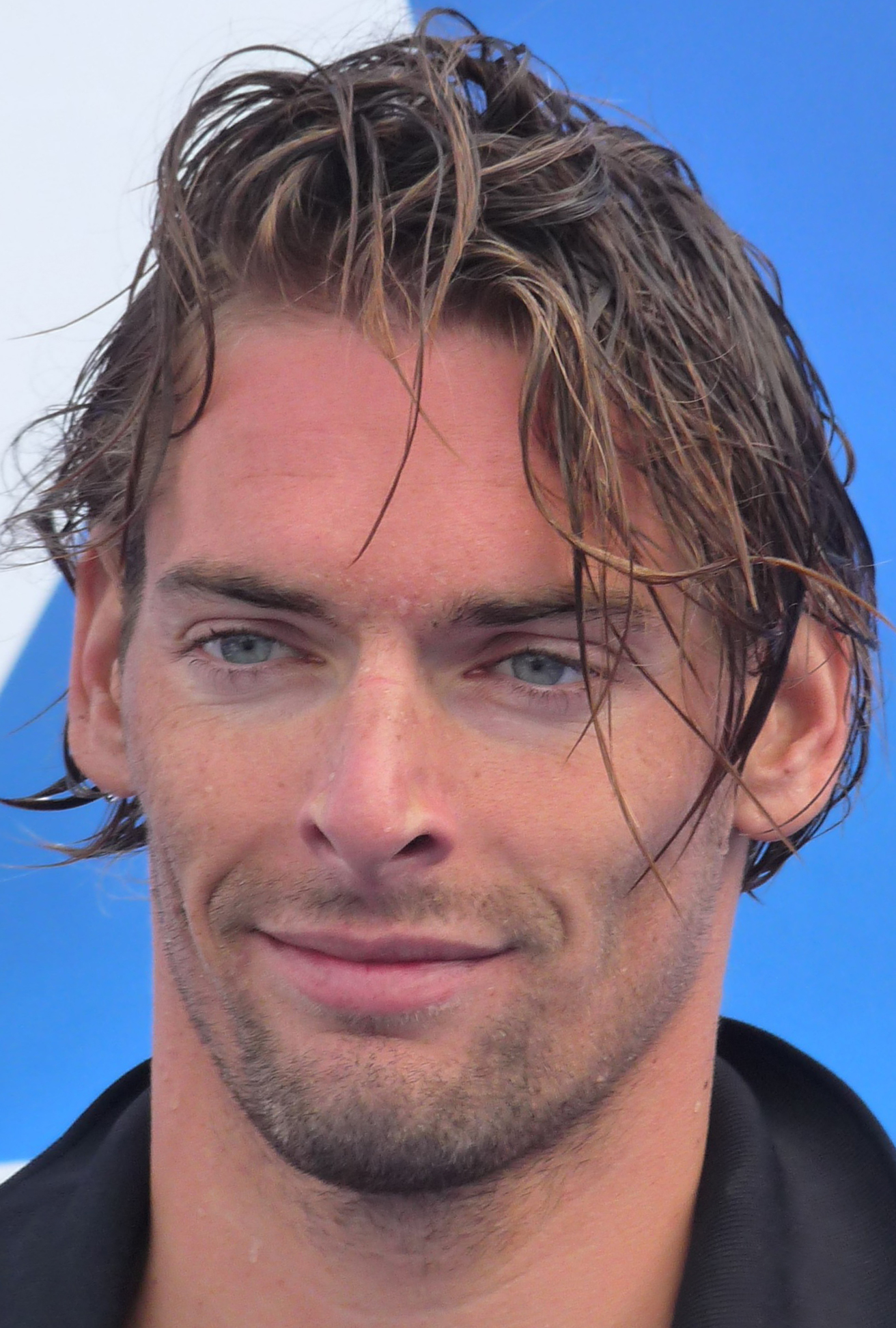
Camille Lacourt
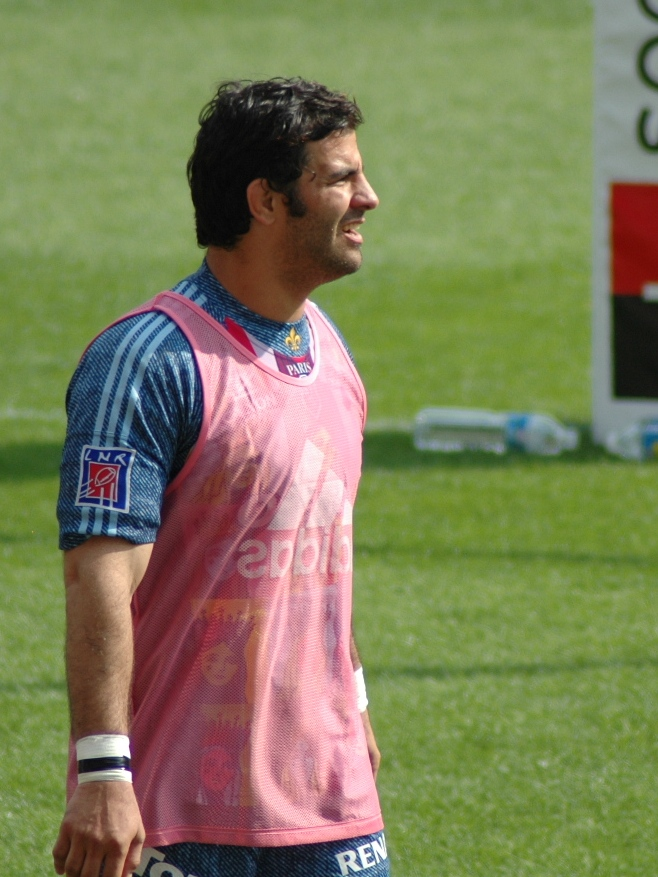
Mathieu Blin
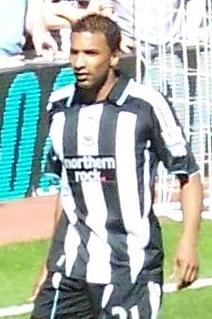
Habib Beye
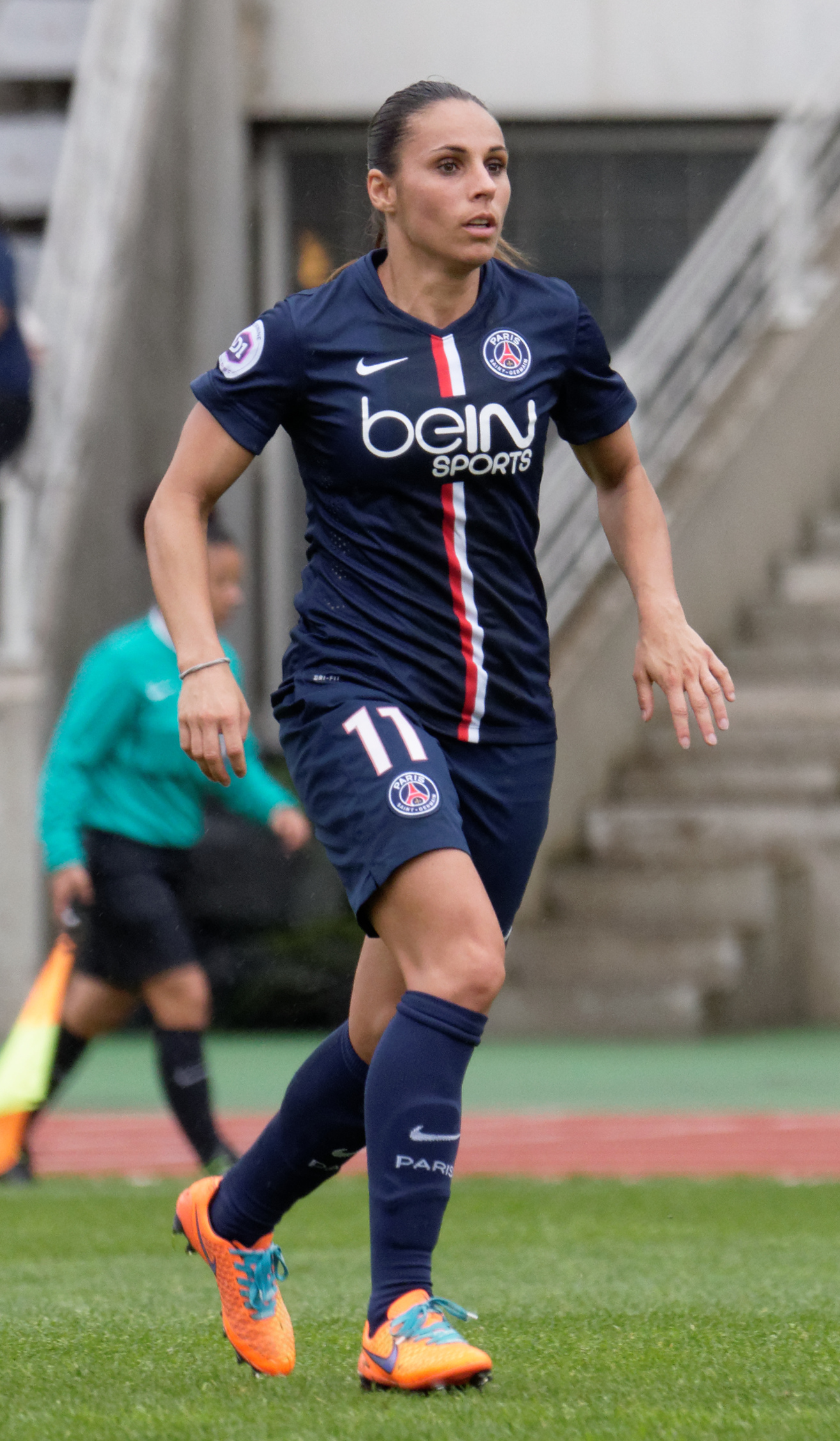
Jessica Houara

## Records d'audiences
Le 9 février 2019, l'émission réalise son record d'audience historique avec 438 000 téléspectateurs et 2,7 % de parts de marché. Ce record est battu le 4 mai 2019 en réunissant 442 000 téléspectateurs et 3,1 % de parts de marché.